# Slezské Rudoltice
Slezské Rudoltice (německy Rosswald) jsou obec, která se nachází na Osoblažsku, v okrese Bruntál v Moravskoslezském kraji. Žije zde 504 obyvatel. Její část Městys Rudoltice byla historicky městysem. Přízvisko „slezské“ dostala obec až v roce 1945. Historicky byla obec součástí moravské enklávy Osoblažsko, které bylo od 2. poloviny 19. století správně začleněno do rakouského (českého) Slezska, po vzniku ČSR v roce 1918 pak bylo součástí země Slezské.
Vesnicemi Slezské Rudoltice, Amalín a Koberno prochází úzkokolejná trať Třemešná–Osoblaha. V obci působí TJ Slezské Rudoltice.
Název Slezské Rudoltice nese nejen celá obec, ale také jedna z jejích evidenčních částí, která se skládá ze čtyř základních sídelních jednotek, odpovídajících třem celým a jednomu necelému katastrálnímu území, a pak také jedna z těchto základních sídelních jednotek, která tvoří jižní a větší část katastrálního území Ves Rudoltice (tedy bez Amalína).

## Poloha
Obec Slezské Rudoltice sousedí na severovýchodě s Liptaní, na severozápadě s Bohušovem, na východě s Rusínem, na jihu s Polskem (gmina Hlubčice) a na západě s Městem Albrechticemi a Třemešnou. Od okresního města Bruntál je vzdálena 29 km a od krajského města Ostrava 60 km. Sousedními obcemi sídla jsou Město Albrechtice, Rusín, Liptaň, Třemešná a Bohušov.
Slezské Rudoltice leží v geomorfologickém celku Zlatohorská vrchovina, podcelek Jindřichovská pahorkatina. Nejvyššími body obce jsou Obecní vrch (568 m n. m.) na hranici s Třemešnou a blízká Květnice (520 m n. m.), obě na katastru Nového Lesa.
Území Slezských Rudoltic patří do povodí Odry, resp. řeky Osoblahy. Hlavním tokem obce je potok Lužná tekoucí západovýchodním směrem, který dále pokračuje do Bohušova, kde ústí do Osoblahy. Jen místní část Pelhřimovy odvodňuje potok Hrozová, který teče rovněž směrem ze západu na východ, tvoří státní hranici s Polskem a rovněž ústí do Osoblahy.
Území obce pokrývá z 68,5 % zemědělská půda (52,5 % orná půda, 14,5 % louky a pastviny), z 25 % les a z 5,5 % zastavěné a ostatní (např. průmyslové) plochy.

## Části obce
- Slezské Rudoltice (k. ú. Městys Rudoltice, část. k. ú. Ves Rudoltice, k. ú. Nový Les a Pelhřimovy)
- Amalín (část k. ú. Ves Rudoltice)
- Koberno (k. ú. Koberno)
- Víno (k. ú. Víno)

## Názvy existujících a zaniklých částí
- Česky Slezské Rudoltice (Rudoltice, Rudoltice ve Slezsku, básnicky Koniles, Konilesy, přezdívka "Slezské Versailles"), německy Schlesisch Rosswald (Roßwald, Ruswald), polsky Rudolcice Śląskie (Rudolczyce).
  - Česky Městys Rudoltice (1869 Rudoltice Městys, 1880 Rudoltice (městec)), německy Roßwald Markt, polsky Miasteczko Rudolcice.
  - Česky Hodice, německy Hoditzhof.
  - Česky Ves Rudoltice (1869 Rudoltice, 1880 Rusvald), německy Roßwald Dorf, polsky Wieś Rudolcice.
- Česky Amalín, německy Amalienfeld, polsky Amalin.
- Česky Koberno, německy Kawarn, polsky Kobierno, Koberno.
  - Česky Antonínov, německy Antonsberg, polsky Antoninów.
- Česky Nový Les, německy Neuwald, polsky Nowy Las.
- Česky Pelhřimovy (1869 Poruba, Pelhrzimovy), německy Mährisch Pilgersdorf, polsky Pielgrzymów (Poręba).
- Česky Víno (1869 Vino), německy Weine, polsky Wino.

## Historie
V roce 1240 vpadli do Slezska a na Moravu Mongolové, kteří zpustošili také sídla na Osoblažsku. Z podnětu olomouckého biskupa Bruna ze Schauenburku začala zde vznikat nová sídla s pomocí německých kolonistů. Obec byla pojmenována po svém lokátorovi Rudolpheswalde. Prvně je obec zmíněna v roce 1255, kdy byla jako součást léna udělena Herbortovi z Fulmu za věrné služby olomouckému biskupovi. Původně se jednalo o jednu vesnici, která byla v roce 1675 na žádost majitele panství Juliuse Leopolda z Hodic rozdělena na dvě části Městys Rudoltice a Ves Rudoltice. Toto rozdělení schválil olomoucký biskup Karel II. z Lichtenštejnem-Kastelkornu. Přízvisko „Slezské“ však Rudoltice získaly až roku 1945 na základě rozhodnutí jazykové komise Slezské expozitury země Moravskoslezské, Dříve celá obec patřila k moravským enklávám ve Slezsku. Obec Slezské Rudoltice vznikla roku 1947 sloučením obcí Městys Rudoltice a Ves Rudoltice. Dne 22. srpna 1951 byly ke Slezským Rudolticím připojeny dosavadní obce Nový Les, Pelhřimovy a Víno, roku 1964 byla k obci připojena též dosavadní obec Koberno. Slezské Rudoltice (Městys Rudoltice) měly do roku 1954 status městyse.

### Vývoj počtu obyvatel
Počet obyvatel celé obce Slezské Rudoltice podle sčítání nebo jiných úředních záznamů:
| Rok            | 1869 | 1880 | 1890 | 1900 | 1910 | 1921 | 1930 | 1950 | 1961 | 1970 | 1980 | 1991 | 2001 | 2014 |
| -------------- | ---- | ---- | ---- | ---- | ---- | ---- | ---- | ---- | ---- | ---- | ---- | ---- | ---- | ---- |
| Počet obyvatel | 1976 | 2064 | 1936 | 1805 | 1718 | 1667 | 1536 | 555  | 665  | 755  | 671  | 611  | 652  | 553  |

1. ↑  z toho: 6 Čechoslováků, 1481 Němců; 1519 řím. kat., 18 evang., 1 bez vyzn.
2. ↑  z toho: 554 Čechů, 24 Moravanů, 7 Slezanů, 41 Slováků, 1 Němec, 1 Polák, 1 Ukrajinec; 169 řím. kat., 3 evang., 3 pravosl., 401 bez vyzn.

V celé obci Slezské Rudoltice je evidováno 185 adres : 184 čísel popisných (trvalé objekty) a 1 číslo evidenční (dočasné či rekreační objekty). Při sčítání lidu roku 2001 zde bylo napočteno 160 domů, z toho 107 trvale obydlených.
Počet obyvatel samotných Slezských Rudoltic (Městyse a Vsi, včetně Nového Lesa) podle sčítání nebo jiných úředních záznamů:
| Rok            | 1869 | 1880 | 1890 | 1900 | 1910 | 1921 | 1930 | 1950 | 1961 | 1970 | 1980 | 1991 | 2001 |
| -------------- | ---- | ---- | ---- | ---- | ---- | ---- | ---- | ---- | ---- | ---- | ---- | ---- | ---- |
| Počet obyvatel | 1062 | 1139 | 1108 | 945  | 931  | 889  | 788  | 363  | 408  | 559  | 544  | 529  | 571  |

1. ↑  z toho: Městys Rudoltice 276, Ves Rudoltice 320 (včetně 14 obyvatel v místní části Hodice), Nový Les 202
2. ↑  z toho: 5 Čechoslováků (3 v Městysi a 2 ve Vsi), 774 Němců; 776 řím. kat., 13 evang. (4 v Městysi a 7 ve Vsi), 1 bez vyzn. (ve Vsi)
3. ↑  z toho: Městys Rudoltice 396, Slezské Rudoltice (Ves Rudoltice) 168, Nový Les 7

V samotných Slezských Rudolticích je evidováno 128 adres, vesměs čísel popisných. Při sčítání lidu roku 2001 zde bylo napočteno 105 domů (v Městysu Rudoltice 41, ve Vsi Rudoltice 58 – 2 v místní části Hodice -, v Novém Lese 6), z toho 83 trvale obydlených.

## Pamětihodnosti
- Zámek Slezské Rudoltice
- Kostel svatého Jiří stojí v Pelhřimovech a je kulturní památkou ČR.
- Kostel sv. Kateřiny stojí v západní části obce je kulturní památka ČR.[13]
- Socha P. Marie Immaculaty stojí na náměstí
- Úzkorozchodná železniční trať Třemešná ve Slezsku – Osoblaha

## Rodáci
- Albert Josef z Hodic (1706–1778), mecenáš umění a svobodný zednář[14]

## Galerie

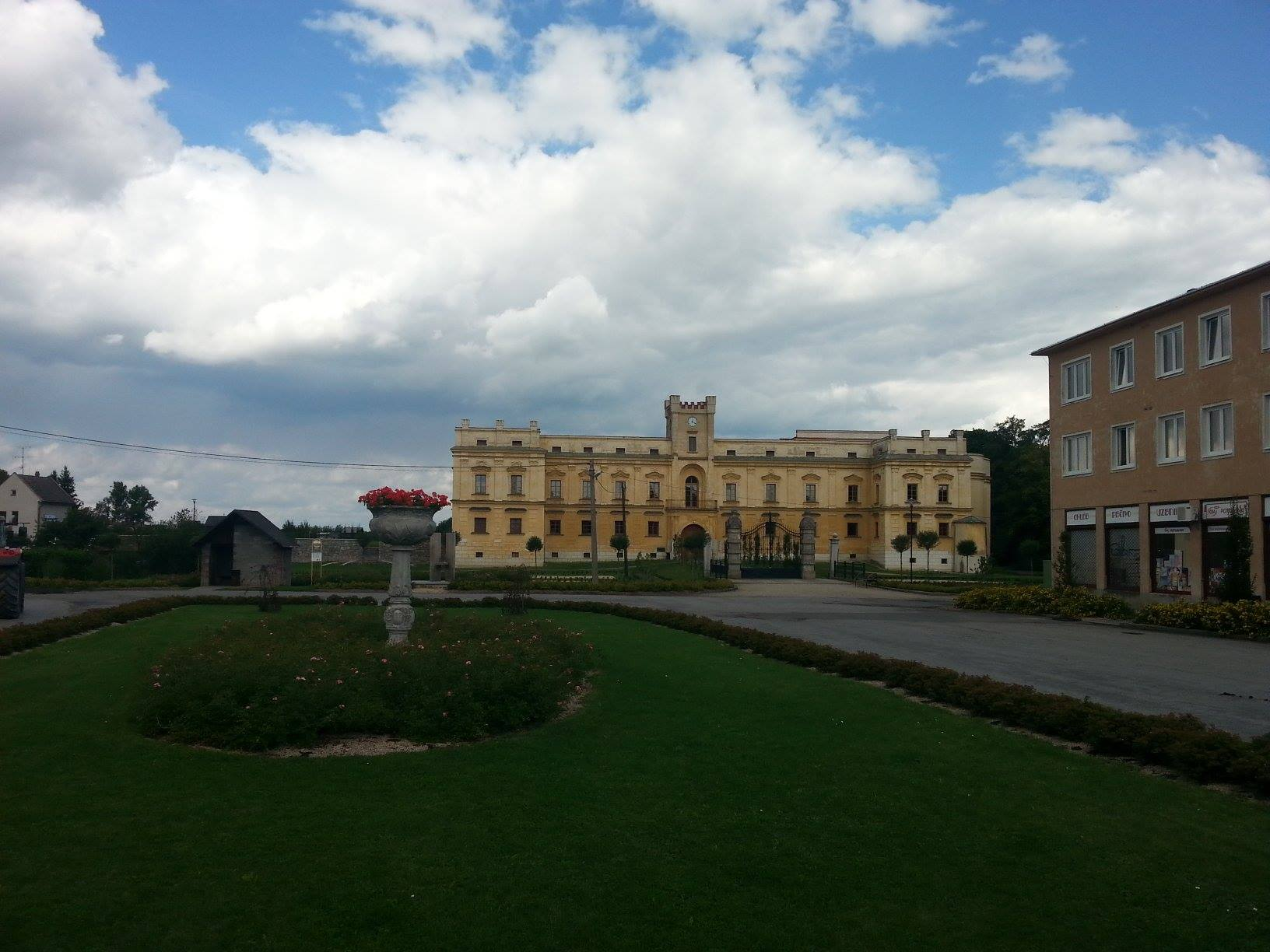
Zámek s náměstím
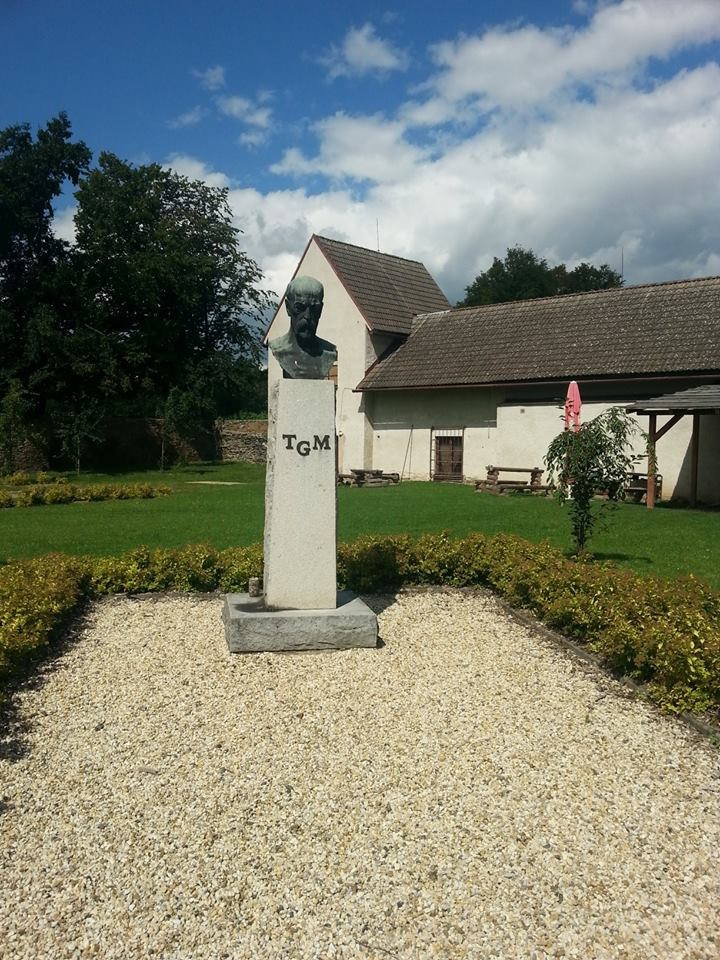
Busta TGM
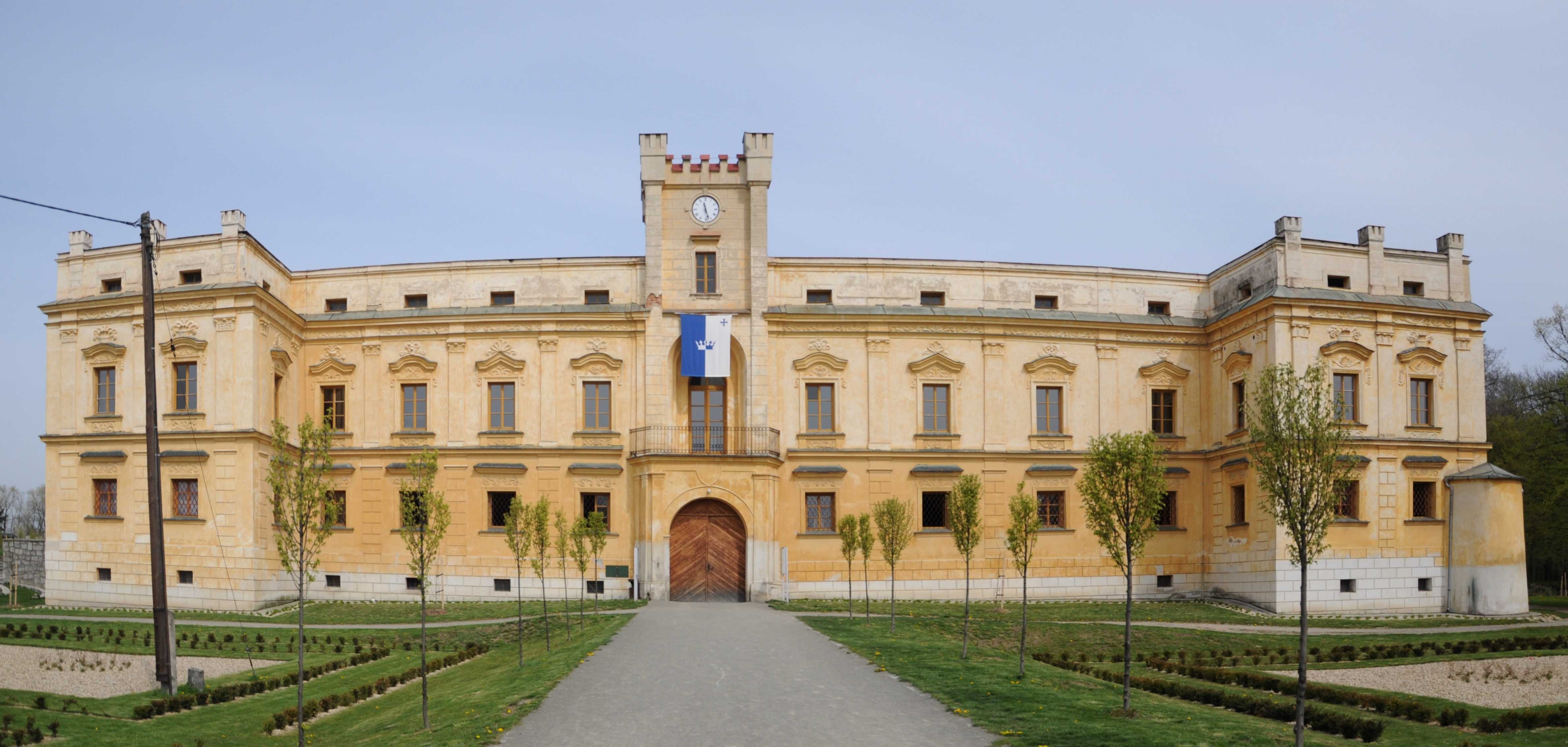
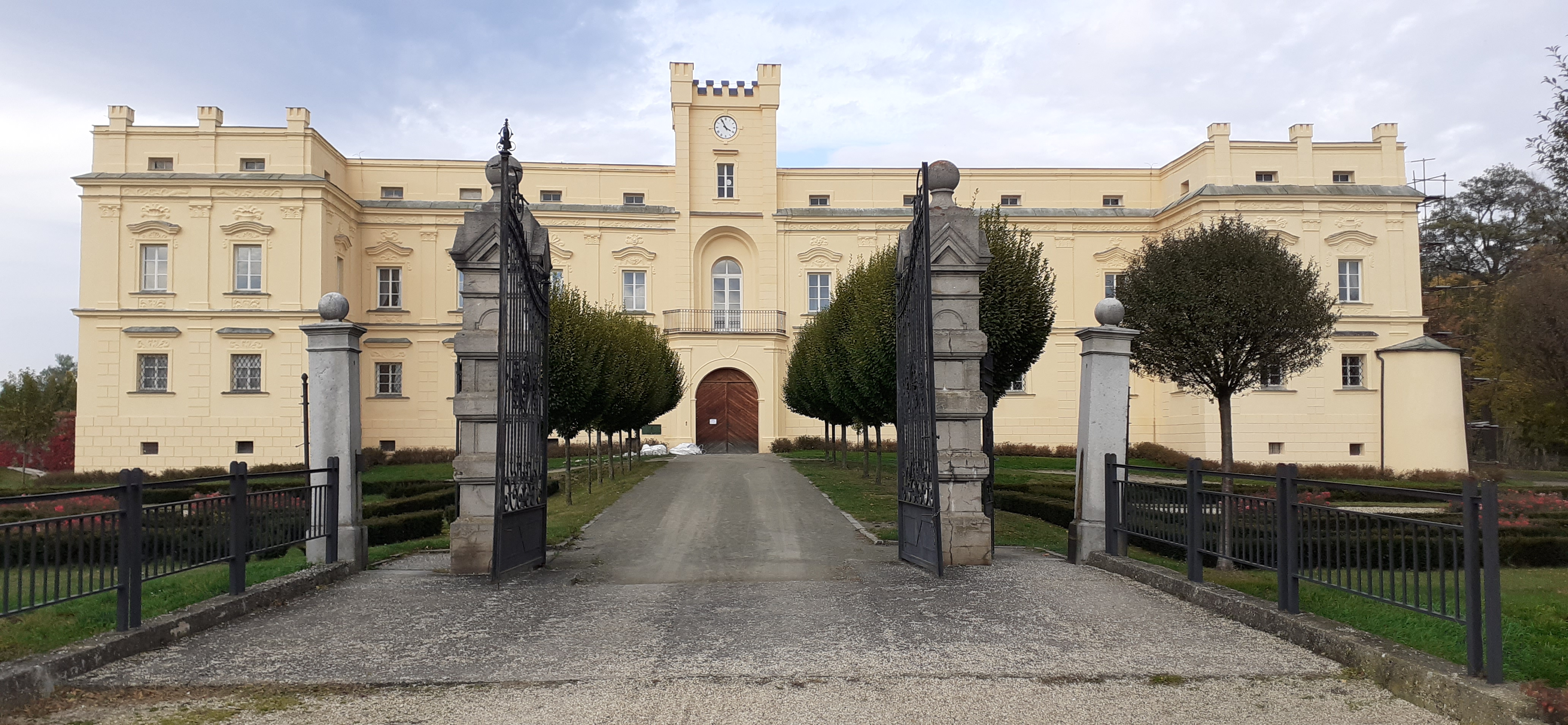
zámek po rekonstrukci v roce 2022
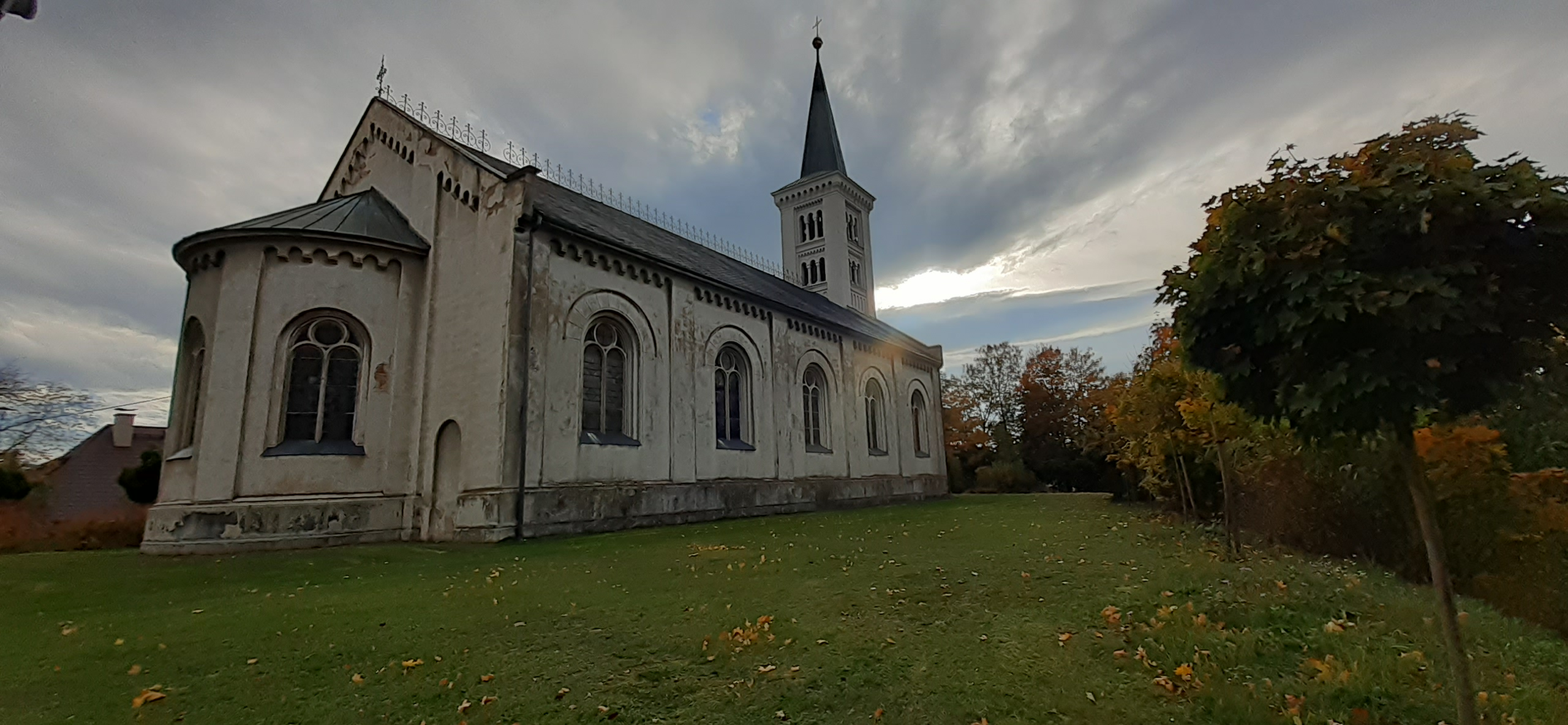
pohled na kostel sv. Kateřiny
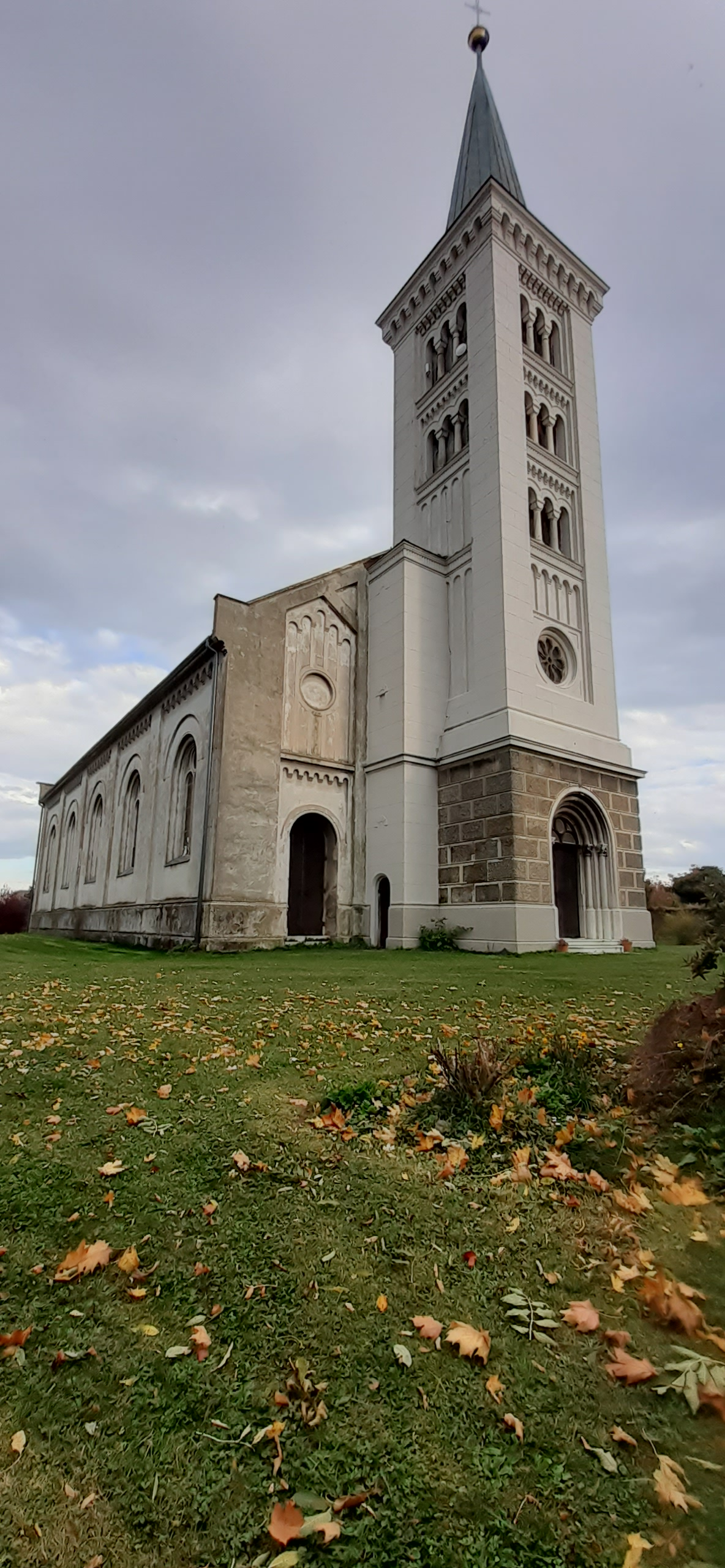
kostel sv. Kateřiny - vstup
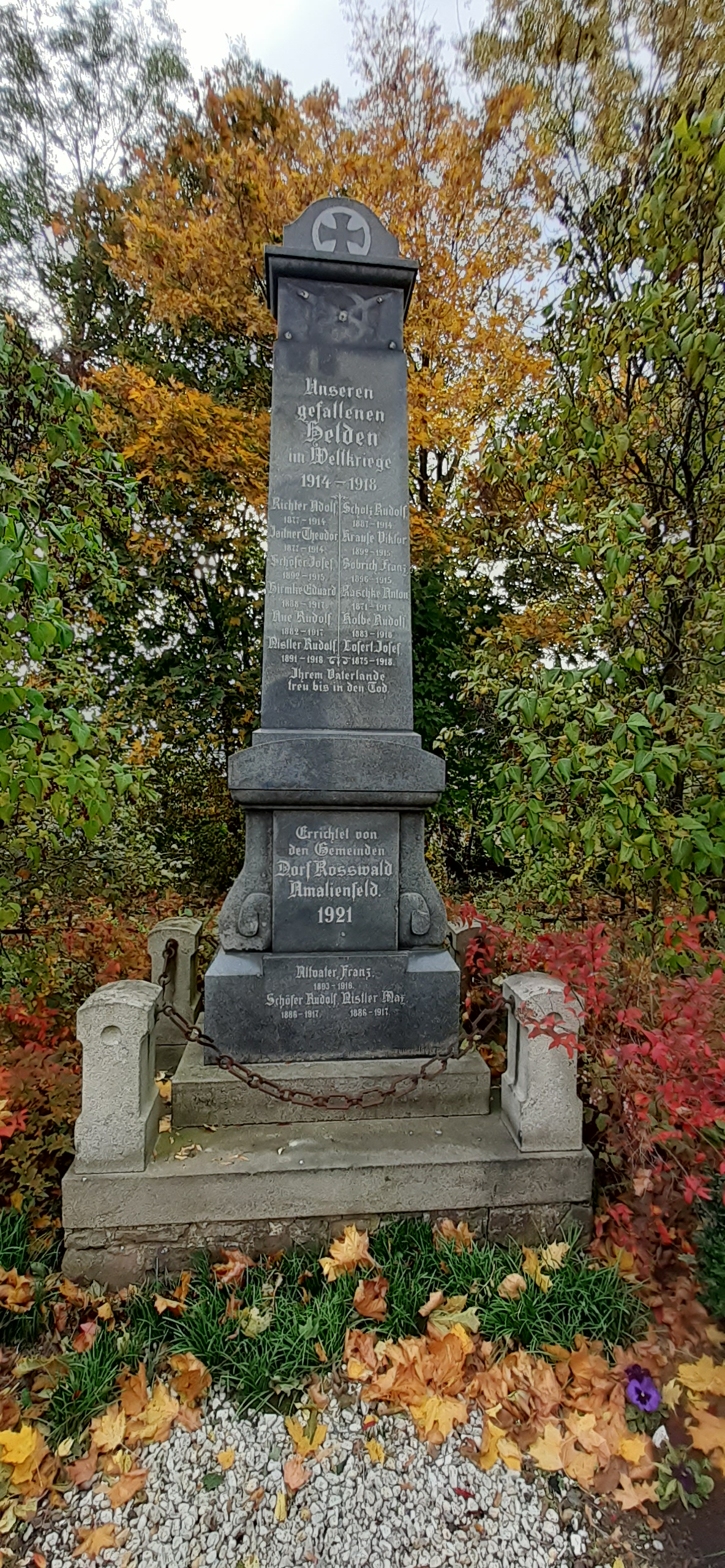
pomník padlým v I. světové válce
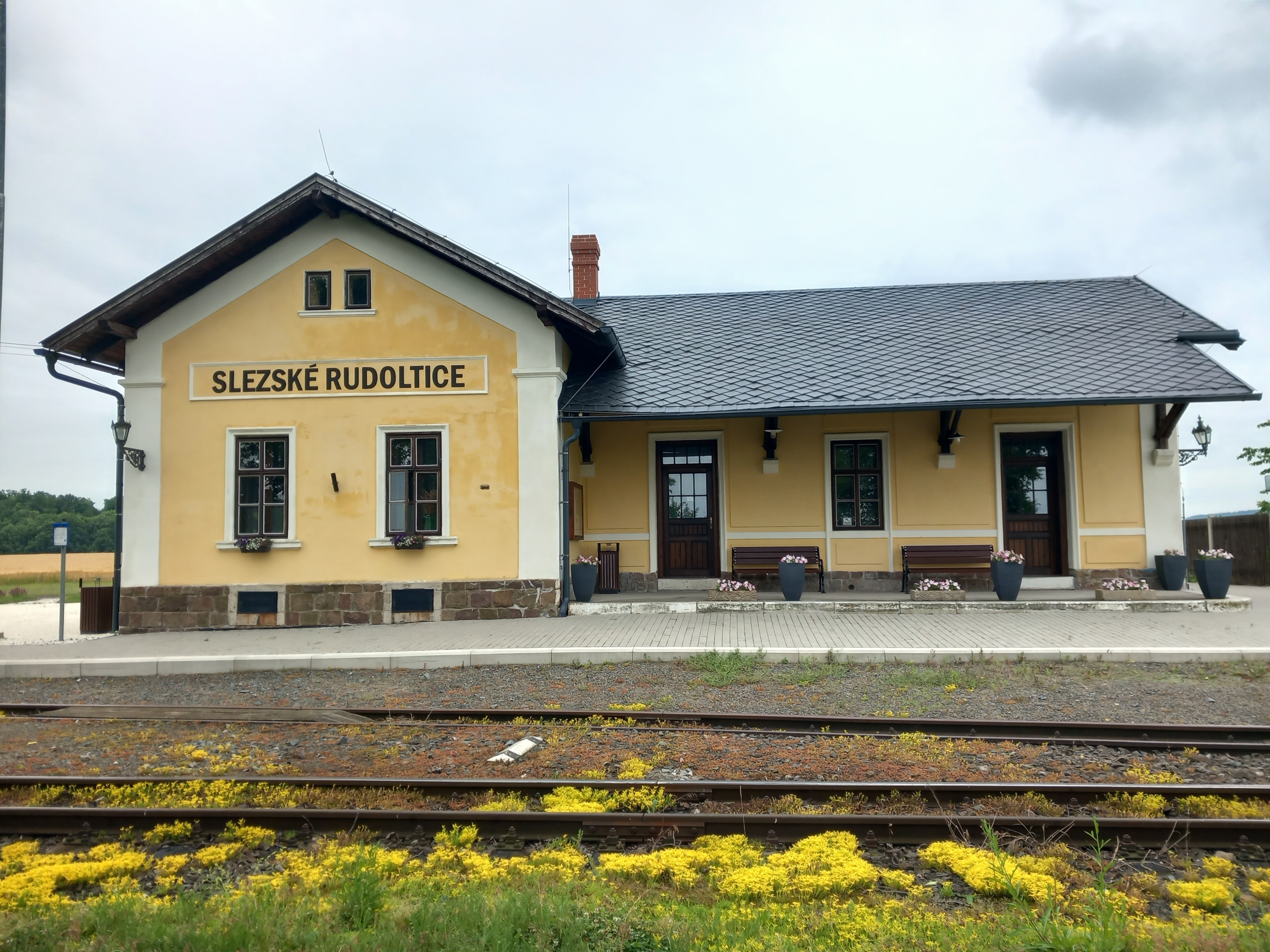
Železniční stanice